# Мукачівський район
Мукачівський район (Мукачівщина) — район Закарпатської області в Україні, утворений 2020 року. Адміністративний центр — місто Мукачево.

## Історія
Район створено відповідно до постанови Верховної Ради України № 807-IX від 17 липня 2020 року. До його складу увійшли: Мукачівська, Свалявська міські, Нижньоворітська, Великолучківська, Верхньокоропецька, Горондівська, Івановецька, Неліпинська, Полянська сільські, Воловецька, Жденіївська, Кольчинська, Чинадіївська селищні територіальні громади.
Раніше територія району входила до складу Мукачівського (1953—2020), Воловецького, Свалявського районів, ліквідованих тією ж постановою.

## Адміністративний устрій

### Територіальні громади
Кількість територіальних громад 13:
1. Великолучківська (сільська)
2. Верхньокоропецька (сільська)
3. Воловецька (селищна)
4. Горондівська (сільська)
5. Жденіївська (селищна)
6. Івановецька (сільська)
7. Кольчинська (селищна)
8. Мукачівська (міська)
9. Неліпинська (сільська)
10. Нижньоворітська (сільська)
11. Полянська (сільська)
12. Свалявська (міська)
13. Чинадіївська (селищна)

### Населені пункти
Кількість населених пунктів 142:
1. село Іванівці
2. село Ільківці
3. село Абранка
4. село Бабичі
5. село Барбово
6. село Бенедиківці
7. село Березинка
8. село Бистриця
9. село Бобовище
10. село Брестів
11. село Буковець
12. село Буковинка
13. село Біласовиця
14. село Великі Лучки
15. село Верб'яж
16. село Верхня Визниця
17. село Верхня Грабівниця
18. село Верхні Ворота
19. село Верхній Коропець
20. село Вовчий
21. селище Воловець
22. село Вільховиця
23. село Вінкове
24. село Гандеровиця
25. село Ганьковиця
26. село Герцівці
27. село Голубине
28. село Горбок
29. село Горонда
30. село Грабово
31. село Грибівці
32. село Гукливий
33. село Дерцен
34. село Домбоки
35. село Доробратово
36. село Драгиня
37. село Драчино
38. село Дубино
39. село Дусино
40. село Ділок
41. село Жборівці
42. селище Жденієво
43. село Жнятино
44. село Жуково
45. село Завадка
46. село Завидово
47. село Задільське
48. село Залужжя
49. село Збини
50. село Зняцьово
51. село Зубівка
52. село Кайданово
53. село Кальник
54. село Канора
55. село Карпати
56. село Кленовець
57. село Клочки
58. село Ключарки
59. село Клячаново
60. селище Кольчино
61. село Коноплівці
62. село Копинівці
63. село Косино
64. село Котельниця
65. село Крите
66. село Кузьмино
67. село Кучава
68. село Куштановиця
69. село Кінлодь
70. село Кічерний
71. село Лавки
72. село Лази
73. село Лалово
74. село Латірка
75. село Лецовиця
76. село Лопушанка
77. село Лохово
78. село Лісарня
79. село Макарьово
80. село Мала Мартинка
81. село Медведівці
82. село Микулівці
83. місто Мукачеве
84. село Негрово
85. село Неліпино
86. село Нижні Ворота
87. село Нижній Коропець
88. село Нове Давидково
89. село Новоселиця
90. село Обава
91. село Оленьово
92. село Павлово
93. село Павшино
94. село Пасіка
95. село Пашківці
96. село Перехресний
97. село Плав'я
98. село Плоскановиця
99. село Плоске
100. село Плоский Потік
101. село Поляна
102. село Пузняківці
103. село Підполоззя
104. село Пістрялово
105. село Ракошино
106. село Родникова Гута
107. село Родниківка
108. село Розтока
109. село Ромочевиця
110. село Росош
111. село Ростов'ятиця
112. село Руська Кучава
113. село Руське
114. село Сасівка
115. місто Свалява
116. село Синяк
117. село Скотарське
118. село Солочин
119. село Софія
120. село Станово
121. село Старе Давидково
122. село Страбичово
123. село Стройне
124. село Сусково
125. село Тибава
126. село Тишів
127. село Тростяниця
128. село Уклин
129. село Форнош
130. село Чабин
131. село Червеньово
132. село Череївці
133. село Черник
134. селище Чинадійово
135. село Чопівці
136. село Шенборн
137. село Шкуратівці
138. село Щасливе
139. село Щербовець
140. село Яблунів
141. село Яківське
142. село Ялове